# باززایی (آلبوم)
«باززایی» (به انگلیسی: Reincarnated) آلبومی از هنرمند اهل ایالات متحده آمریکا اسنوپ داگ است که در سال ۲۰۱۳ میلادی منتشر شد.
این آلبوم در چارت‌های در رتبه اول و در چارت‌های جزو ده آلبوم اول قرار گرفت.